# Frontiera între Polonia și Rusia

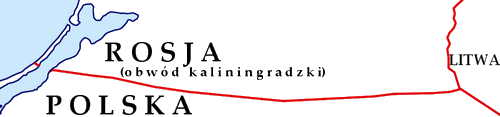
Frontiera polonezo-rusă

Frontiera între Polonia și Rusia este în prezent o linie aproape dreaptă ce delimitează teritoriul Poloniei și exclava rusă regiunea Kaliningrad. Ea are în prezent o lungime de 232 km, dar a fost mult mai lungă în cea mai mare parte a existenței sale. Poziția și dimensiunile ei actuale au fost stabilite după cel de-al Doilea Război Mondial. În anul 2004 ea a devenit o parte a graniței Uniunii Europene.

## Istoric

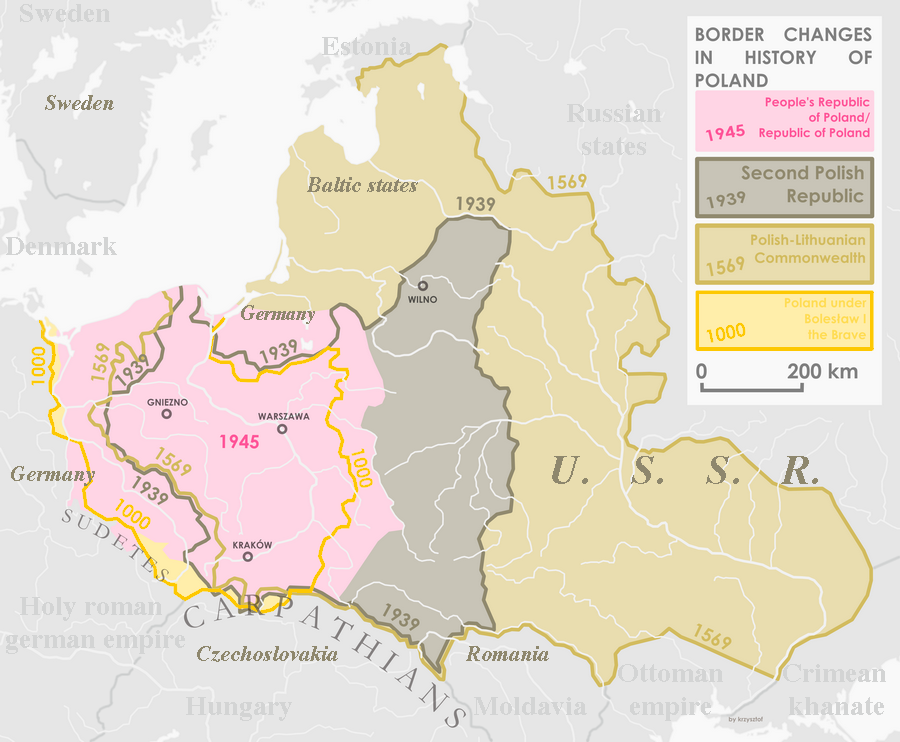
Schimbările de frontieră majore în istoria Poloniei. Granițele estice afișate reprezintă frontierele diferite și în schimbare între Polonia și Rusia.

Istoria frontierei dintre Polonia și Rusia este legată de istoria timpurie a ambelor națiuni, iar unul dintre cele mai vechi incidente notabile a fost intervenția regelui polonez Boleslaw I în criza de succesiune kieveană din 1018. După formarea Uniunii statale Polono-Lituaniane, granița estică a Poloniei, în cea mai mare parte cu Țaratul Moscovei (mai târziu cu Imperiul Rus), se întindea de la Marea Baltică, în nord, până la Marea Neagră, în sud. În perioada de după împărțirile Poloniei, care a deplasat granițele rusești cu 480 km către vest, mai multe state poloneze mici precum Ducatul Varșoviei și Regatul Congresului au avut o frontieră cu Imperiul Rus. În urma Primului Război Mondial, cea de-a Doua Republică Poloneză a avut o frontieră cu Uniunea Sovietică (URSS), ce a fost stabilită în urma Războiului polono-sovietic și confirmată prin Tratatul de la Riga pe linia Dzisna-Dokshytsy-Słucz-Koreț-Ostroh-Zbrucz. Acea graniță avea lungimea de 1.407 km. După cel de-al Doilea Război Mondial, noua frontieră (vezi modificările teritoriale ale Poloniei după cel de-al Doilea Război Mondial) a fost trasată între Republica Populară Polonia și URSS. Noua frontieră polonezo-sovietică avea inițial o lungime de 1.321 km și a făcut obiectul unei modificări minore prin schimburile teritoriate polonezo-sovietice din 1951, care a redus lungimea frontierei la 1.244 km.

## Frontiera modernă
Frontiera modernă dintre Polonia și Rusia este reglementată de o serie de documente juridice, multe dintre ele datând din perioada existenței Republicii Populare Polone și a Uniunii Sovietice, inclusiv Acordul de Frontieră dintre Polonia și URSS din 16 august 1945. În timp ce linia de frontieră a rămas neschimbată după destrămarea Uniunii Sovietice, divizarea Uniunii Sovietice în mai multe state post-sovietice a transformat frontiera între Polonia și Uniunea Sovietică în frontiere între Polonia și Rusia, Polonia și Lituania, Polonia și Belarus și Polonia și Ucraina. Frontiera între Polonia și Rusia a fost confirmată printr-un tratat polonezo-rus din 1992 (ratificat în 1993).
Frontiera între Polonia și Rusia este formată de granița dintre Polonia și regiunea Kaliningrad a Rusiei, care este o exclavă, fără legătură cu restul Rusiei. Granița are 232 km lungime, dintre care 210 km sunt pe uscat și 22 km pe mare. Cea mai mare parte din această lungime aparține, în partea poloneză, voievodatului Varmia și Mazuria; segmentul cel mai estic se află în voievodatul Podlasia și segmentul cel mai vestic (pe cordonul Vistulei) în voievodatul Pomerania. 210 km of the border is land and 22 km is sea.
Demarcarea oficială a frontierei a fost finalizată în data de 5 martie 1957, în următorii termeni:
| “ | Părțile contractante confirmă faptul că frontiera de stat existentă între Uniunea Republicilor Sovietice Socialiste și Republica Populară Polonă în sectorul adiacent Mării Baltice, așa cum a fost stabilită de Conferința de la Berlin din 1945, pornește de la marcajul de frontieră nr. 1987 și este formată la intersecția frontierelor Republicii Sovietice Federative Socialiste Ruse (regiunea Kaliningrad), Republicii Sovietice Socialiste Lituaniene și Republicii Populare Polone prin demarcarea frontierei de stat polonezo-sovietice din 1946-1947, în direcția vest la 0,5 km nord de localitatea Zytkiejmy, 4 km nord de localitatea Gołdap, 0,5 km sud de localitatea Krîlovo, 3 km sud de localitatea Jeleznodorojnîi, 2 km sud de localitatea Bagrationovsk, 4 km sud de localitatea Mamonovo, 7 km nord de localitatea Braniewo (anterior Braunsberg) și de acolo peste Kaliningradsky Zaliv (Zalew Wiślany) și Baltiiskaya Kosa (Mierzeja Wislana), până la un punct situat pe coasta de vest a acestui cordon la 3 km nord-est de localitatea Nowa Karczma (distanțele între localitățile populate și frontieră sunt aproximative). | ” |

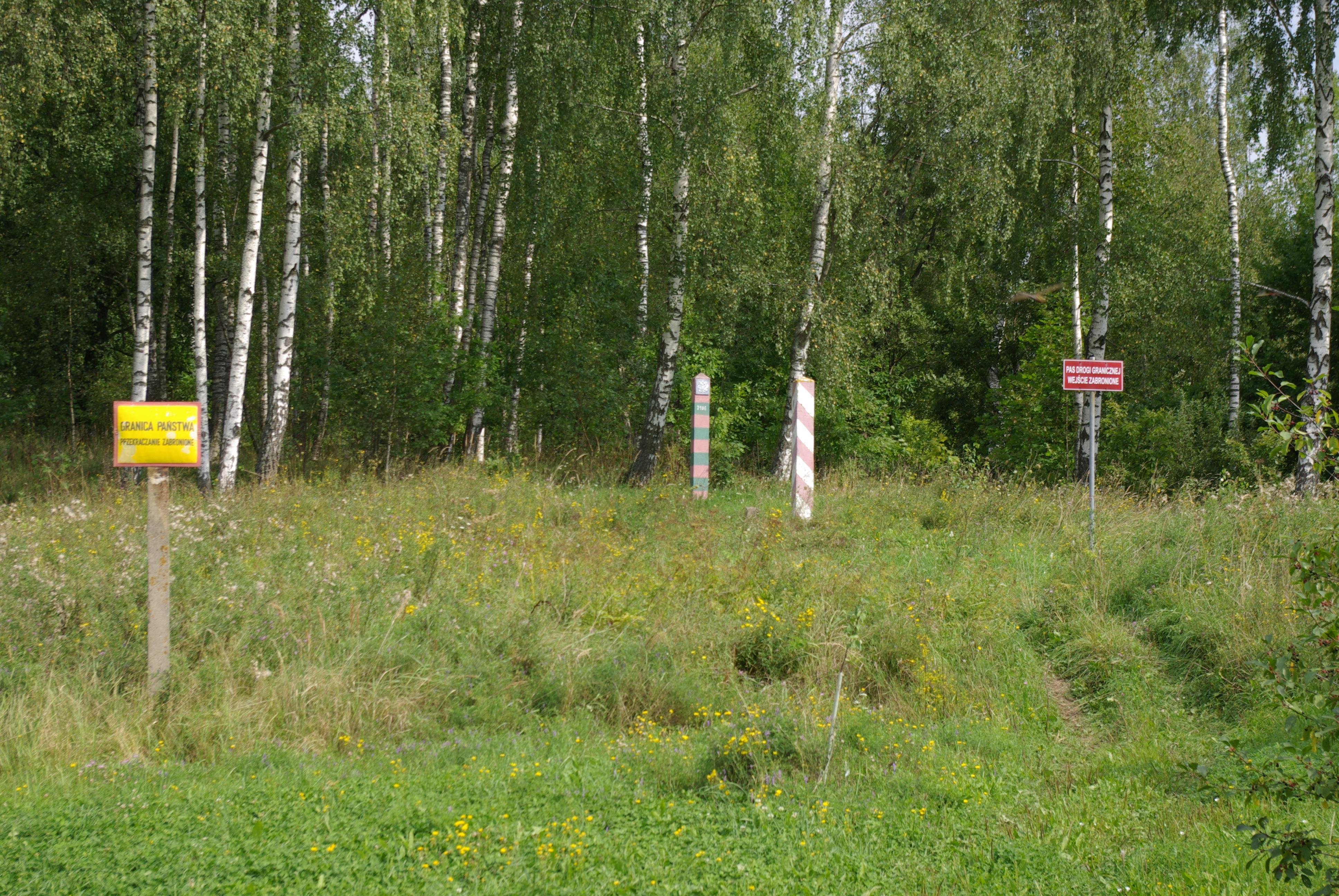
Marcaje și semne de avertizare de-a lungul părții poloneze a frontierei

Atunci când Polonia a aderat la Uniunea Europeană în 2004, această frontieră a devenit una din frontierele între Uniunea Europeană și țările non-UE. Aceasta este una dintre cele cinci frontiere pe care Rusia le are cu Uniunea Europeană (vezi Frontiera Uniunii Europene).
În anul 2008 existau trei puncte rutiere de trecere (Gołdap-Gusev, Bezledy-Bagrationovsk și Gronowo-Mamonovo) și trei puncte feroviare de trecere (Braniewo-Mamonovo, Skandawa-Jeleznodorozhny și Głomno-Bagrationovsk). În anul 2010 a fost deschis cel mai mare punct rutier de trecere de până la acel moment la Grzechotki-Mamonovo. Au fost amenajate mai multe puncte de trecere (Perły-Krîlovo, Piaski-Baltiîsk, Rapa-Ozîorsk), ca urmare a faptului că, potrivit standardelor UE, trebuiau să funcționeze cel puțin șapte puncte de trecere pentru această graniță.
În primul trimestru al anului 2012, frontiera polonezo-rusă a avut parte de cel mai mic trafic dintre frontierele Poloniei cu țările non-Uniunea Europeană (celelalte fiind frontiera polonezo-ucraineană și frontiera polonezo-belarusă). În această perioadă, majoritatea persoanelor care au traversat frontierele au făcut-o doar pe termen scurt (de obicei pentru efectuarea de cumpărături); acesta a fost cazul pentru 45% din străinii care au intrat în Polonia și pentru 87% dintre polonezi care au intrat în Rusia. În comparație cu traficul de la alte frontiere ale Poloniei cu țările non-UE, un număr mai mic (22% străini și 7% polonezi) au trecut granița în scop de turism și de tranzit (16,5% străini).

### Zona de frontieră
Din cauza faptului că regiunea Kaliningrad este mică, omogenă și o exclavă în cadrul Uniunii Europene, întreaga regiune a primit în anul 2011 un statut de zonă de frontieră eligibilă pentru traficul local de frontieră. Ca măsură de reciprocitate, s-a acordat același statut următoarelor districte administrative poloneze (powiate):
- în Voievodatul Pomerania: Puck, Gdynia, Sopot, orașul și powiatul Gdańsk, Nowy Dwór Gdański, Malbork
- în Voievodatul Varmia și Mazuria: orașul și powiatul Elbląg, Braniewo, Lidzbark, Bialystok, orașul și powiatul Olsztyn, Kętrzyn, Mrągowo, Węgorzewo, Giżycko, Gołdap, Olecko

Traficul de frontieră este foarte mare și s-a luat în calcul începând din 2013 deschiderea unor puncte noi de trecere a frontierei.

## Punctele de trecere a frontierei
| Imagine | Drumul național rus | Drumul național polonez | Tipul punctului de trecere | Caracteristici | Statut | Coordonate           |
| ------- | ------------------- | ----------------------- | -------------------------- | -------------- | ------ | -------------------- |
|         | -                   | -                       | Feroviar                   |                | ?      | 54.436690, 19.873666 |
|         | A194                | 54                      | Rutier                     |                | Activ  | 54.434133, 19.897285 |
|         | E28                 | E28                     | Rutier                     |                | Activ  | 54.422110, 20.069206 |
|         | -                   | -                       | Rutier                     |                | Închis | 54.418604, 20.109728 |
|         | -                   | 510                     | Rutier                     |                | Închis | 54.404207, 20.286199 |
|         | -                   | -                       | Rutier                     |                | Închis | 54.390875, 20.418164 |
|         | -                   | -                       | Rutier                     |                | Închis | 54.387013, 20.455029 |
|         | A195                | 51                      | Rutier                     |                | Activ  | 54.371735, 20.660240 |
|         | -                   | -                       | Feroviar                   |                | ?      | 54.371547, 20.698051 |
|         | -                   | -                       | Feroviar                   |                | ?      | 54.333516, 21.303155 |
|         | -                   | 591                     | Rutier                     |                | Activ  | 54.333177, 21.305291 |
|         | -                   | -                       | Rutier                     |                | Închis | 54.331327, 21.826039 |
| -       | -                   |                         | Rutier                     |                | Închis | 54.333504, 21.928235 |
|         | -                   | 65                      | Rutier                     |                | Activ  | 54.341249, 22.298090 |